# تشارلز براشير
كان تشارلز براشر مخترعًا كنديًا وصانعًا للآلات الوترية. تشمل اختراعاته مخروط رواية لجيتار الرنان، والذي حصل على براءة اختراع في كندا سنة 1935م. (براءة الاختراع الكندية # 349662).

## التاريخ
كان تشارلز إ. براشر صانع للمعادن قام بتصنيع أدوات الرنان في تورنتو ، أونتاريو، كندا في وقت مبكر إلى منتصف سنة 1930م. قام بإنشاء وبراءة اختراع مخروط مرنان قام بتصميمه بنفسه.
عندما تم إصدار براءة الاختراع، كان سائقًا. (يصف طلب البراءة الخاص به بأنه «سائق») وقد أثار إعجاب بعض التورونونيين الأثرياء بطريقة ما، كما استخدم التورونونيين الأثرياء تيد ليكون سائقًا بدوام كامل لبضع سنوات. لاحقاً، خلال فترة الحرب العالمية الثانية، عمل تيد لصالح شركة Research Enterprises، ثم Lnglis Home Appliances، بصفته ميكانيكياً، وصانع أدوات وموت، ومشغل مخرطة.
يُعتقد أن تشارلز قام بصناعة المعادن فقط وأما بالنسبة لرقاب والأجسام الخشبية تم صنعها من قبل أشخاص آخرون. ومن الأمثلة على ذلك هو غطاء الألوها على هيئة جسم ريلاينس الخشبي والذي يحتوي على "J.E. BACKSTROM 257 BERKELEY S TORONTO". يتم ختمها داخل الجسم، والتي تم ختمها قبل لصقها بالخشب. صانع آخر يتجلى عمله في أدوات الأجسام الخشبية، وهو آرثر هينسيل، أيضًا في تورنتو، أونتاريو، كندا، والذي أدين إليه معظم الأجسام والرقاب الخشبية.
هناك ستة نماذج معروفة صنعها تشالز.[بحاجة لمصدر]
- ماوي. (كل جسم معدني، مع لوحة غطاء مرنان محفورة وجسم.)
- ألوها (جسم خشبي، مع لوحة غطاء مرنان معدني محفور.)
- النغمة. (كل الجسم المعدني، مع لوحة غطاء مرنان محفورة، جسم غير محفور.)
- سيلفاتون (كل جسم معدني، مع لوحة غطاء مرنان محفورة، جسم محفور.)
- ريلاينس (جسم خشبي، مع لوحة غطاء مرنان معدني غير محفور.)
- الفنان. (جسم خشبي، مع لوحة غطاء مرنان معدني غير محفور.)

## روابط خارجية
- تاريخ كولين ماكوبين في التصوير الوطني، بما في ذلك براءات اختراع براشر.[وصلة مكسورة]
- "c.1935 Charles Brasher Resonator Guitar | Folkway Music, Vintage and New Guitars, Guelph and Waterloo, Ontario Canada". www.folkwaymusic.com (بالإنجليزية). Archived from the original on 2019-11-15.
- "Charles E. Brasher Guitars. Toronto, Canada". www.notecannons.com. مؤرشف من الأصل في 2018-08-14.